# 杨柳桥
杨柳桥（1907年—1993年），男，直隶（今河北）河间人，中国哲学史家，曾任中国哲学史学会理事、顾问，第四届全国人大代表。